# Cleombroto II
Cleombroto II (in greco antico: Κλεόμβροτος?, Kleòmbrotos; III secolo a.C. – III secolo a.C.) fu re di Sparta della dinastia degli Agiadi dal 242 al 241 a.C.

## Biografia
Nobile spartano, Cleombroto sposò Chilonide, figlia del re Leonida II, e fu messo sul trono al posto del suocero nel 242 a.C., dopo la deposizione di questi ad opera dell'eforo Lisandro, che era in accordo con l'altro re Agide IV.
Leonida andò in esilio con la figlia fino all'anno successivo, quando tornò a Sparta con l'appoggio della popolazione, scontenta del fatto che i due re non avevano proceduto alla redistribuzione della terra come promesso, e si ri-impossessò del trono, mandando in esilio il genero Cleombroto. Dopo aver nominato nuovi efori, fece uccidere l'altro re Agide IV, fatto senza precedenti nella storia di Sparta.
Plutarco ci racconta come Chilonide, dopo che aveva lasciato il marito per affrontare l'esilio assieme al padre, al loro ritorno a Sparta supplicò Leonida di risparmiare Cleombroto e preferì affrontare di nuovo l'esilio con lui e coi due figli Agesipoli e Cleomene piuttosto che rimanere in patria.
Agesipoli, uno dei due figli di Cleombroto, fu il padre di Agesipoli III, l'ultimo re agìade di Sparta.